# هاري كراوز
هاري كراوز (بالإنجليزية: Harry Krause)‏ هو لاعب كرة قاعدة أمريكي، ولد في 12 يوليو 1888 في سان فرانسيسكو في الولايات المتحدة، وتوفي بنفس المكان في 23 أكتوبر 1940.

## وصلات خارجية
- هاري كراوز على موقعبيزبول رفرنس.كوم (الدوري الرئيسي) (الإنجليزية)